# Імміграція в Грецію

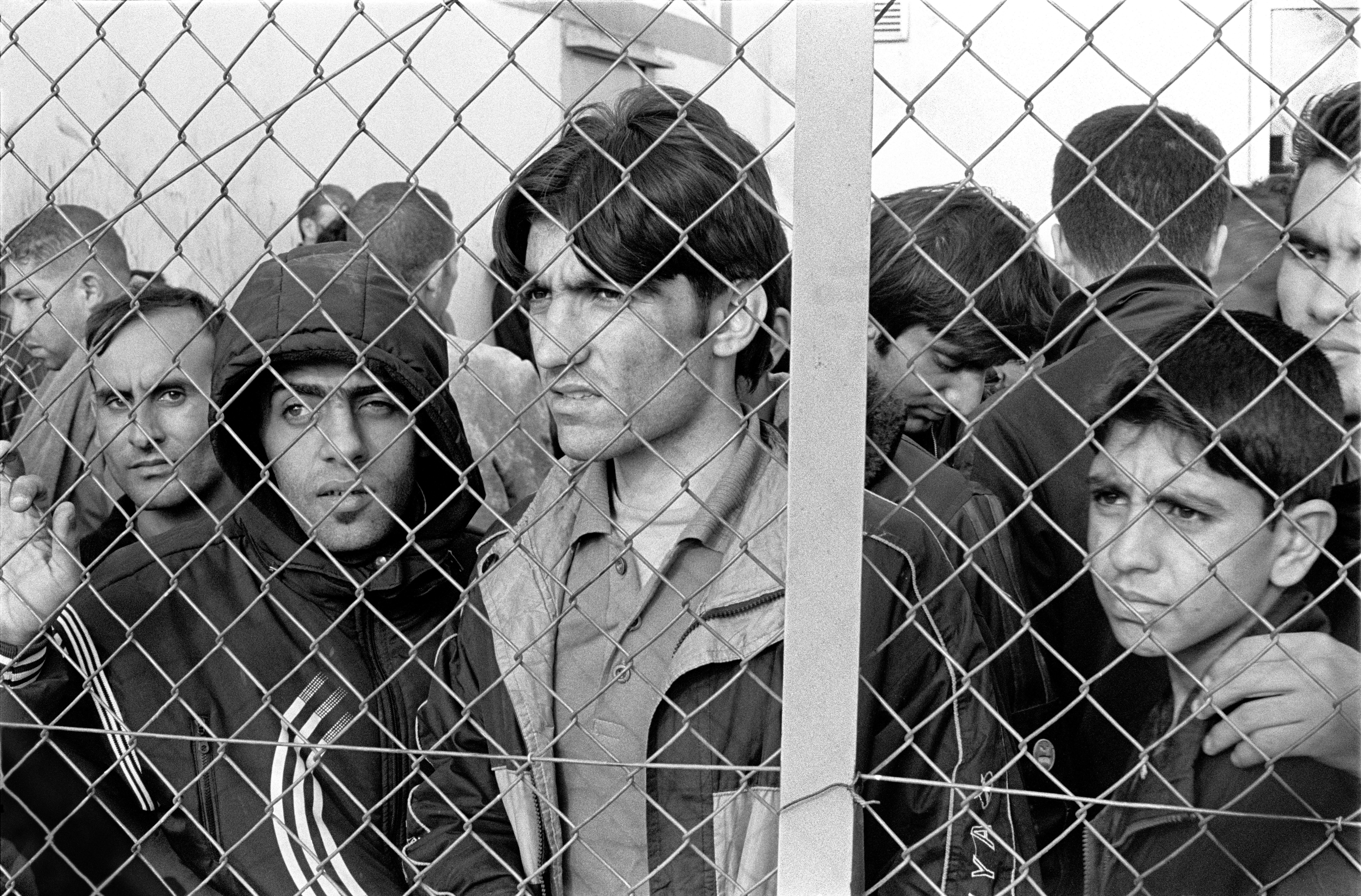
Заарештовані біженці-іммігранти

Імміграція в Грецію громадян інших країн нараховує кілька хвиль в своїй історії. Незаконна імміграція в останні роки стала для Греції проблемою загальнодержавного рівня.
23 грудня 2009 року на засіданні уряду Греції «Kάπα Research» оприлюднила результати опитування серед 1 280 греків та 530 іммігрантів, які мешкають у Греції. 51,6% греків відповіли, що іммігранти для Греції становлять «загрозу», 30,6% — вважають іноземців «шансом для Греції», а 17,8% відмовчувалися на дане питання. На запитання «Чи достатньо іноземців проживає в Греції?» 79,3% респондентів відповіли «дуже багато», 18,6% — «достатньо, але не дуже багато», і 1,6% заявили, що «іноземців в Греції не так вже й багато». Зрештою на питання «Як впливають іноземці на економіку Греції» 57,5% греків вважають, що «іноземці забирають роботу у місцевих жителів, зменшують зарплати і збільшують безробіття на ринку праці», а 34,3% греків впевнені, що «іноземці вносять серйозний внесок в економіку країни».

## Історія
Перша хвиля імміграції в Грецію 1923 року — Греко-турецький обмін населенням , також відомий в сучасній історіографії як Малоазійська катастрофа — став вимушеним кроком уряду після Греко-турецької війни 1919—1922 років, яка обернулась для греків територіальними втратами, а також геноцидом понтійських греків, що в період 1919—1922 років досяг свого апогею. Близько 2 мільйонів осіб примусово зробили біженцями та змусили залишити землі, що були їхньою батьківщиною протягом століть та навіть тисячоліть, як у випадку греків в Анатолії. Обмін відбувся між православними турецькими громадянами та громадянами Греції мусульманського віросповідання.
В 1930-ті роки, коли радянська влада розгорнула, так звану, Грецьку операцію серед ряду інших національних операцій, на політичний притулок розраховувало близько 40 тисяч етнічних греків, громадян СРСР. Офіційне Грецьке королівство відмовлялось їх прийняти, оскільки вважало греків СРСР носіями комуністичної ідеології і не бажала її поширення. Крім того країна переживала економічну скруту у зв'язку із греко-турецьким обміном населення. Втім все-таки прийняла близько 10 тисяч біженців.
В добу правління в Греції військової хунти «чорних полковників» (1967—1974 роки), були залучені трудові іммігранти, здебільшого з Єгипту. В 1980-х роках масово набирались на роботу медсестри із Філіппін.
Ще до падіння комуністичного режиму в СРСР Греція стикнулась із масовою імміграцією, здебільшого незаконною, з Албанії та інших малих Балканських країн. Албанські іммігранти становлять близько 70% від загального числа іммігрантів, хоча значна їхня частина має «спеціальний дозвіл Омогенія» як етнічні греки. Серед інших національних груп пакистанці, афганців, іранців, іракців, вихідці із Бангладешу і Сомалі, які влаштовуються на робочі місця, що не потребують високої кваліфікації робітників.
За ними наприкінці 1980-х років в Грецію хлинули політичні біженці з країн Східної Європи і курдів з Туреччини. У 1980-ті роки понтійські греки, особливо з країн Закавказзя, масово реіммігрували в свою етнічну батьківщину — Грецію.

### Масова імміграція 1990-х років
Причин безпрецедентно масової для Греції імміграції впродовж 1990-х років кілька: розпад Радянського Союзу, що поряд з іншими балканськими проблемами, такими як Югославські війни, призвів до поширення політичних хвилювань і політичної нестабільності як на Балканах, так і в усіх колишніх державах Східного блоку.
Демографія регіону також представляє особливий інтерес, оскільки Греція — країна зі старіючим населенням, отримала іммігрантів з країн з молодшими трудовими резервами. У поєднанні із потребою Греції у дешевій робочій силі (особливо в малих сімейних підприємствах, які як і раніше поширені в Греції — ресторани, таверни, вілли, крамниці тощо) це призвело до неможливості грекам працевлаштуватись у власній країні.
Іншим важливим фактором у значному зростанні масштабів імміграції стало звуження розриву в рівні життя між країнами Північної Європи та Південної Європи. Відтак Греція стала привабливою для економічних мігрантів через стійкі темпи росту економіки та допомоги ЄС. Наявність тіньового сектору економіки в Греції, робота в якому добре оплачується, також сприяла припливу іммігрантів. Наприклад, албанським працівникам в Албанії виплачували в середньому $3 за годину, у той час в Греції за ту саму роботу вони отримували від $6 до $10.

### Сучасність
За даними Грецької поліції, 2010 року значно зросла частка турецьких нелегальних іммігрантів, кількість їх арештів зокрема в номі Еврос зросла до 371,94% у порівнянні із 2009 роком. З січня по вересень 2010 року на кордоні із Туреччиною при переправі суходолом затримано 31 219 осіб, в той час як у відповідний період 2009 року 6 615 осіб. За даними Єврокомісії, близько 90% всіх нелегальних мігрантів в'їжджають до Євросоюзу через Грецію.
В жовтні 2010 року Міністерство громадянського захисту Греції звернулося з проханням надіслати прикордонний патруль для охорони грецько-турецького кордону від нелегальних мігрантів. За словами міністра громадського захисту Христоса Папуціса, громадяни третіх країн проникають через Туреччину до Греції, яка є країною-членом ЄС, щоб далі перебратися в інші європейські країни, тому проблема вже набула загальноєвропейського характеру. Офіційні Афіни сподіваються також на допомогу агентства ЄС із захисту кордонів Frontex, яке раніше допомогло Греції зупинити масовий перетин державного кордону нелегальними мігрантами морем.
2 листопада 2010 року загін зі 175 спеціалістів Frontex розмістився в місті Орестіада поблизу греко-турецького кордону. Серед учасників місії — фахівці з виявлення підроблених документів, незаконного перетину кордону, прикордонного контролю та викрадення автомобілів, перекладачі, фахівці з опитуванням затриманих і кінологи. Загін підпорядковується грецькій владі і застосовуватиме зброю тільки як захід самооборони.
Не зважаючи на спільні зусилля Frontex, грецької прикордонної служби і поліції, 15 грудня 2010 року міністр громадського порядку Христос Папуціс відзначив: «Фактично щодня населення Греції збільшується на одне село… сьогодні грецький кордон в Евросі нелегально перетинають від 120 до 150 іммігрантів». На початку січня 2011 Папуціс запропонував звести 12,5-кілометрову стіну на кордоні із Туреччиною. Така пропозиція викликала осуд КПГ та Human Rights Watch, натомість переважна більшість самих греків, згідно з опитуваннями, підтримують ідею.
За даними, оприлюдненими Грецьким фондом європейської і зовнішньої політики в січні 2011 року, кількість нелегальних мігрантів за 12 місяців 2010 року зросла на 60% у порівнянні із двома попередніми роками і склала 470 тисяч осіб (у попередні роки 280 тисяч). У зв'язку із хвилею протестів та революцій в арабському світі на початку 2011 року Греція готується до ще потужнішої хвилі незаконної імміграції.
Водночас наприкінці січня 300 іммігрантів, переважно молодь, із країн Північної Африки розпочали голодування в Афінах і Салоніках, вимагаючи видати їм вид на проживання. 7 березня голодуючі відхилили пропозицію уряду подовжити їх перебування в Греції на півроку до висилки і наполягають на повній легалізації. Станом на 9 березня 2011 року, коли страйк тривав 43 доби, понад сотня осіб була госпіталізована із крайнім ступенем виснаження. 10 березня домовленість між владою та протестуючими була досягнута: відкликано рішення про негайну депортацію, скорочено з 12 до 8 років термін, після якого можливе отримання громадянства. Однак уряд підкреслив, що зробив виняток для голодуючих.
У квітні 2011 року МЗС Греції підтримало пропозицію Італії та Франції про зміну Шенгенської угоди: пропонується розподілити нелегальних мігрантів, 90% яких перетинають першим кордон Греції, по інших державах ЄС, оскільки за чинними умовами при затриманні «нелегалів» їх висилають в ту країну ЄС, кордон якої вони перетнули першим.